# 2021年Facebook當機事件

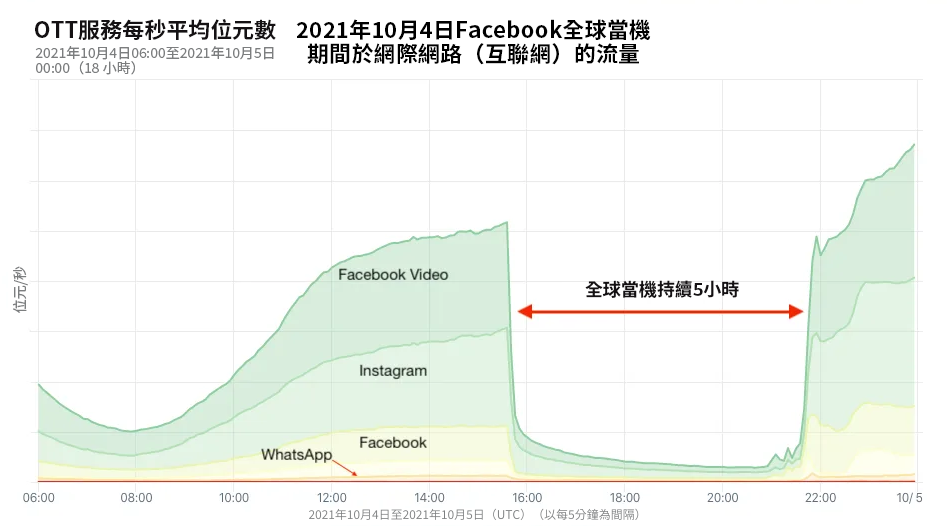
2021年10月4日全球當機期間Facebook服務的流量。

2021年10月4日15:39（UTC），社群網路平台Facebook及旗下服務Messenger、Instagram、WhatsApp、Mapillary與Oculus發生全球性當機，逾6－7小時無法使用，連帶致使利用Facebook帳號登入第三方網站的人也無法存取網站。
當機期間許多使用者湧向Twitter、Discord、Signal和Telegram等通訊／社群平台，導致這些平台的伺服器崩潰。當機肇因出在Facebook網域名稱系統（DNS）伺服器的IP转发丟失，當時這些伺服器都是自行託管的。21:50左右，受影響前綴的边界网关协议（BGP）轉發修復完成。22:05，DNS服務重新恢復運作。一個小時後，应用层服務陸續於Facebook、Instagram和WhatsApp恢復運作，服務一般都能在22:50前恢復正常。

## 當機原因

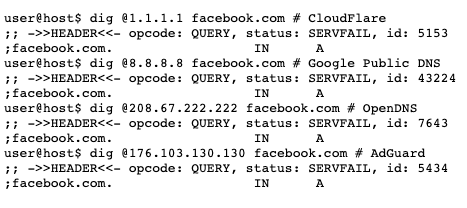
公共域名解析服务為Facebook.com返回「SERVFAIL」狀態，意指伺服器錯誤。

資安專家將問題判定為边界网关协议（BGP）撤銷了託管Facebook網域名稱系統（DNS）的IP地址前綴，讓使用者無法解析、存取Facebook和相關域名。效果在全世界明顯可見；瑞士網際網路服務提供商Init7記錄顯示，Facebook在边界网关协议更改後伺服器的流量大幅下降。
Cloudflare報告稱，在15:39當下，Facebook進行了大量BGP更新，所有的權威域伺服器集體撤銷IP前綴的轉發，使得Facebook的DNS伺服器無法從網際網路存取。到了15:50，Facebook的域名已從所有主要公共解析器的快取中過期。21:00稍早時，Facebook恢復宣布BGP更新。21:05，Facebook的域名再次可以解析。
10月5日，Facebook的工程團隊在部落格發表一篇文章，解釋此次當機的原因。在例行維護期間，他們運行一條命令來評估全球骨幹網的容量，但該命令意外地切断了Facebook骨幹網中的所有连接，使Facebook資料中心从互联网断开。雖然Facebook的DNS伺服器在獨立的網路上運行，但它們的設計目的是在無法連接到資料中心的情況時撤回其BGP轉發，從而使網際網路無法連線到Facebook。
在一批工程團隊前往加利福尼亚州聖塔克拉拉資料中心重設伺服器電腦後，Facebook逐漸回復正常。到22:45左右，Facebook及相關服務均回到能自由連線的狀態。

## 影響

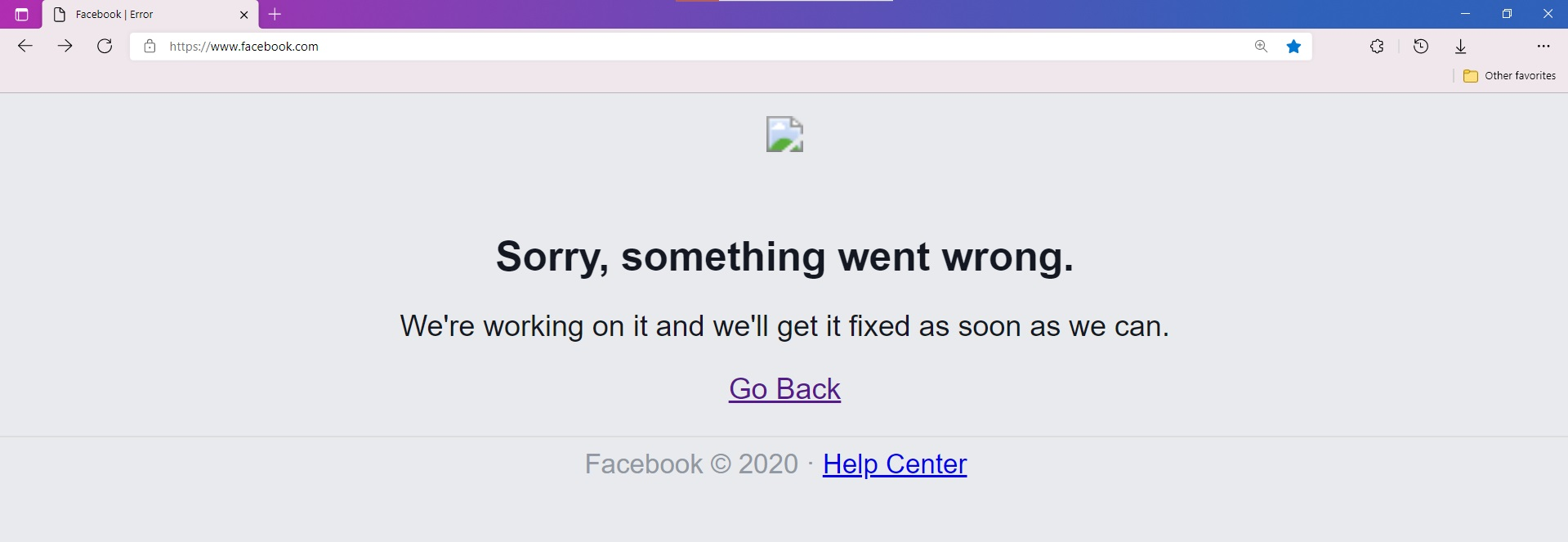
當機期間Facebook畫面

此次當機切斷了Facebook公司的內部通訊，讓員工無法寄送或接收外部电子邮件、存取公司目錄以及對Google文件和Zoom等服務進行身份验证。《纽约时报》報導稱，員工無法使用安全識別證進出大樓和會議室。追蹤網路當機的站點Downdetector在當天收到超過1000萬份問題報告，成為迄今為止收到數量最多的一次。安全檢查員史蒂夫·吉布森（Steve Gibson）表示，例行BGP更新出錯將會修復錯誤且擁有遠端存取權限的人擋在伺服器外，而能在機房物理接觸設備的人也無權限修復錯誤。
Google Public DNS服務因當機影響而變慢，Gmail、TikTok和Snapchat的使用者也表示有變慢體驗。CNBC報導稱，此次當機是Facebook自2008年以來經歷過最糟糕的一次。當機當天，該公司股價下跌近5%，市值蒸發約473億美元，連帶使Facebook執行長马克·扎克伯格的個人財產縮水逾60億美元。根據《財星》雜誌和Snopes的一份報告稱，Facebook至少損失了6000萬美元的廣告收入。
當機對仰賴Facebook的「Free Basics」計劃的發展中國家人民產生重大影響，波及通訊、商業和人道主義工作。

## 回應
Facebook技術長麥克·施羅普弗（Mike Schroepfer）在當機時間持續延長幾小時後寫了一封道歉信，稱「團隊正在以最快的速度趕工，以盡快進行除錯和修復。」
美國眾議員亚历山德里娅·奥卡西奥-科尔特斯在Twitter上發布了關於此次當機的消息，要求人們在Twitter上分享「經過查證」的故事，以調侃Facebook常傳播事實存疑的內容。Twitter、Reddit和另类科技平台Parler和Gettr也在他們的官方Twitter帳號發推文嘲諷這次當機
。
Twitter和Telegram上的使用者都報告載入時間變長，據信這是由於通常使用Facebook服務的人突然切換到這些平台造成的。
一些媒體強調了「吹哨人」弗朗西丝·霍根證詞與當機的巧合，儘管這兩起事件互無關聯。